# 성녕대군 묘 및 신도비
성녕대군묘 및 신도비는 경기도 고양시 덕양구 대자동에 있는 조선시대의 무덤이다. 1986년 6월 16일 고양시의 향토문화재 제2호로 지정되었다.

## 개요
대자동 대자산 기슭에 위치한 성녕대군 이종의 묘는 3단의 장대석을 쌓았으며 묘의 주위로는 호석을 둘렀다. 묘소의 좌우에는 석호와 석양이 배치되어 있으며 묘 앞에는 상석과 장명등이 있고 그 좌우에 문인석을 세웠다. 신도비는 태종 18년(1418) 4월에 세운 것으로 변계량이 글을 짓고 성개가 글씨를 썼다. 팔작지붕의 옥개석에 낮으막한 귀부를 갖추었고, 검은 수석의 비신을 양 옆에 세운 화강암 우주석에 끼워 넣은 것이 특징적이다. 비의 규모는 폭 130cm, 두께 25cm에 비신의 높이는 163cm이며 전체 높이는 300cm이다. 성녕대군의 묘역은 석조물이 많고 그 조성 방식이 특이하여 조선 전기 묘제 연구에 좋은 자료가 되고 있다. 성녕대군은 조선 제 3대 태종의 4째 아들로 어머니는 원경왕후 민씨이고, 창령 성씨 좌찬성 억의 딸과 혼인하였다. 일찍이 성녕군에 봉해졌다가 태종 14년(1414) 대군으로 진봉되었는데 어려서부터 총명하고 태도가 단정하여 부왕의 총애를 받았다. 대광보국대부의 위계에 올랐으나 14세 때 홍역을 앓고 돌아갔다. 태종은 이를 몹시 비통해하여 그의 묘 옆에 대자암을 세워 그의 명복을 빌게 하였다.

## 참고 문헌
- 성녕대군묘 및 신도비 - 고양시의 문화관광 - 향토유적